# Bảo tàng Lịch sử quốc gia (Việt Nam)

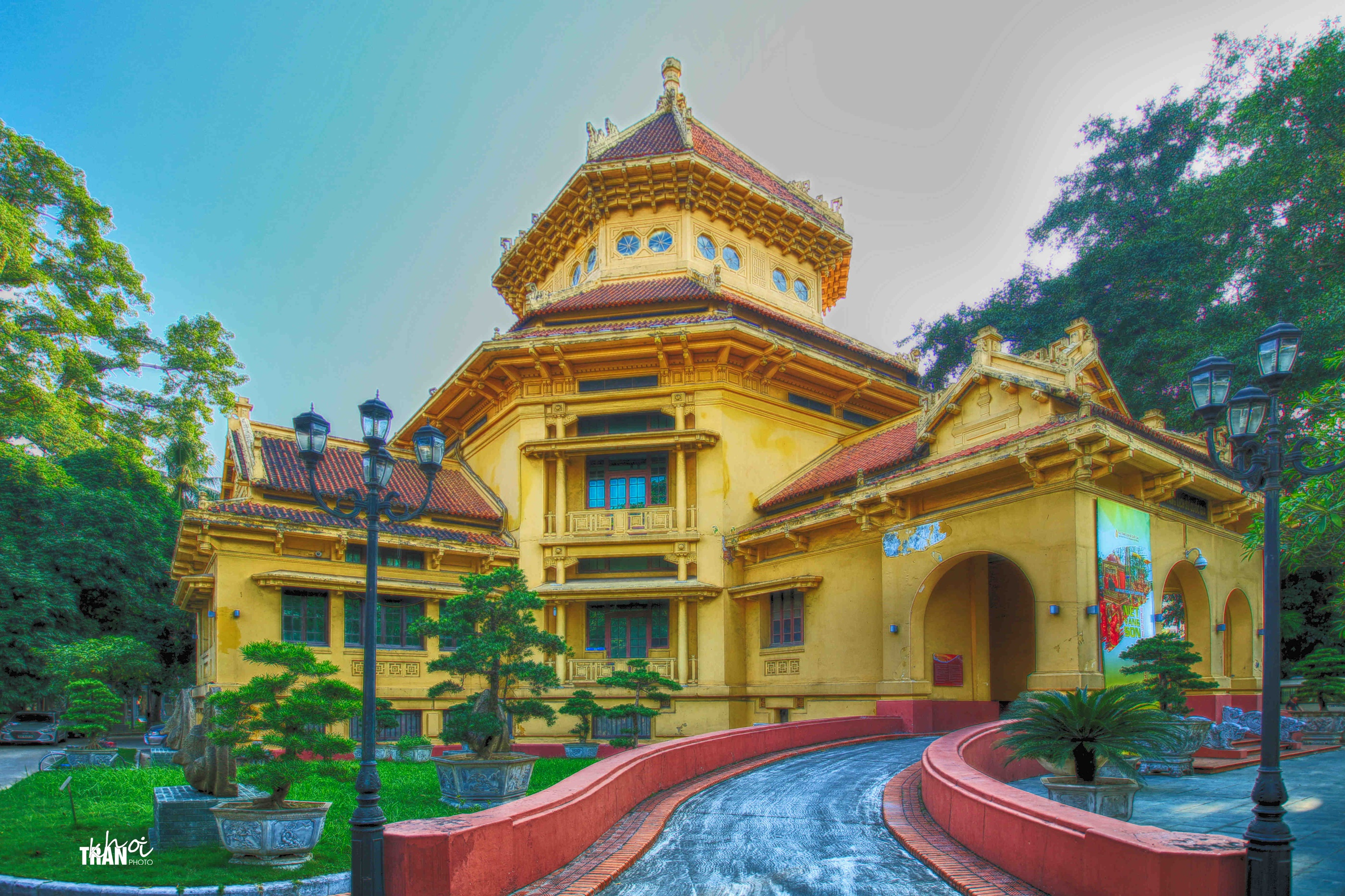
Lối vào phía trước

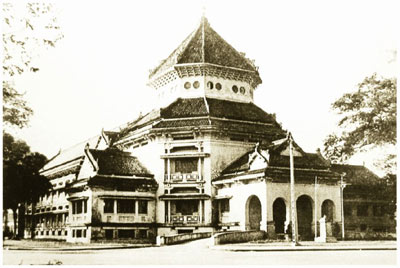
Bảo tàng Lịch sử Việt Nam đầu thế kỷ 20

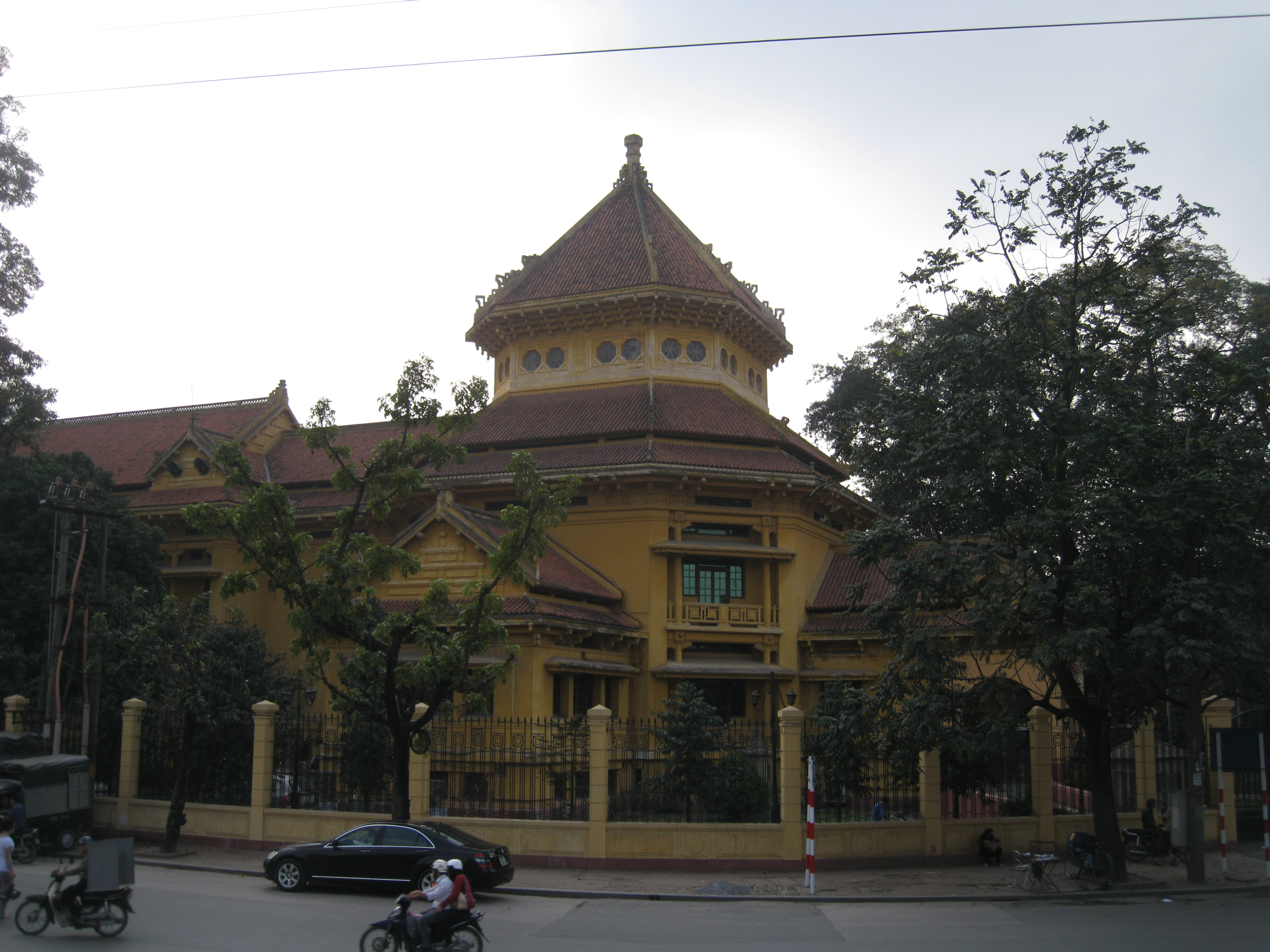
Bảo tàng Lịch sử Việt Nam

Bảo tàng Lịch sử Việt Nam, cùng với Bảo tàng Cách mạng Việt Nam là hai bảo tàng đã được sáp nhập thành Bảo tàng Lịch sử quốc gia, tọa lạc ở thành phố Hà Nội. Bảo tàng Lịch sử Việt Nam (cũ) là nơi lưu giữ những hiện vật, phản ánh các nền văn hóa, lịch sử dựng nước và giữ nước của người Việt Nam từ thuở ban đầu khai sáng đến ngày ra đời nước Việt Nam Dân chủ Cộng hòa. Viện bảo tàng có phong cách kiến trúc Đông Dương, nằm ở số 1 phố Tràng Tiền, Hoàn Kiếm, Hà Nội. Viện Bảo tàng mở cửa đón khách cả tuần, trừ thứ hai. Tại đây còn lưu giữ nhiều hiện vật quý như Trống đồng Đông Sơn, gốm Bát Tràng, tượng thần Shiva, cọc gỗ trong trận Bạch Đằng,...
Bảo tàng Lịch sử Việt Nam là thành viên của Hội đồng Bảo tàng Quốc tế (ICOM), là thành viên sáng lập Hiệp hội các bảo tàng quốc gia châu Á (ANMA).
Bảo tàng tọa lạc tại số 1 phố Tràng Tiền, phường Phan Chu Trinh, quận Hoàn Kiếm, thành phố Hà Nội, nằm phía sau Nhà hát Lớn Hà Nội.
Bảo tàng Lịch sử Việt Nam được thành lập ngày 3 tháng 9 năm 1958 trên cơ sở kế thừa Bảo tàng Louis Finot do người Pháp xây dựng năm 1929 và hoạt động vào năm 1932. Đây là Viện bảo tàng của trường Viễn Đông Bác cổ. Ngày ấy, đây là nơi trưng bày những đồ cổ thu thập từ các nước ở Đông Nam Á. Nǎm 1958, người Pháp bàn giao lại ngôi nhà này cho chính quyền cách mạng mới.

## Kiến trúc

Kiến trúc ngoại thất của bảo tàng

Bảo tàng Louis Finot (Bảo tàng lịch sử ngày nay) thuộc Viện Viễn Đông Bác cổ Pháp (École Française d’Extrème - Orient), do các kiến trúc sư C.Batteur và E.Hébrard thiết kế năm 1925 có thể được coi là một đại diện lớn của phong cách Kiến trúc Đông Dương, một phong cách nỗ lực kết hợp các giá trị của nền kiến trúc Pháp với các giá trị kiến trúc bản địa. Công trình được khởi công năm 1926 và hoàn thành năm 1932 trên khu đất phía sau Nhà hát lớn, chạy dọc theo bờ đê sông Hồng và là điểm kết thúc của tuyến phố Quaï Guillemoto (phố Trần Quang Khải ngày nay), một vị trí có thể tạo ra điểm nhấn kiến trúc cho tuyến đường bờ đê.
Mặt bằng bảo tàng được kiến tạo theo yêu cầu của không gian kiến trúc trưng bày nên được cấu tạo dựa trên những không gian khẩu độ lớn. Không gian chính sảnh hình bát giác có kích thước mỗi cạnh lớn lên đến 11m, không gian trưng bày chính nằm ngay sau đại sảnh có hình chữ nhật kéo dài và được tổ chức theo hình thức xuyên phòng có sự chuyển tiếp được tổ chức khéo léo. Ngoài ra còn có các không gian trưng bày chuyên đề nằm ở hai phía của đại sảnh tạo thành một tổng thể trưng bày khoáng đạt.
Phía dưới tầng trưng bày là một tầng trệt cao 2,5 m nơi tổ chức các phòng phục chế, lưu trữ, kho và bộ phận hành chính, tầng này cũng mang ý nghĩa của một tầng cách ẩm làm cho không gian trưng bày phía trên luôn khô ráo trong điều kiện độ ẩm cao ở Hà Nội.
Hình khối mặt đứng công trình được nhấn mạnh bởi hệ thống mái che khối sảnh hình bát giác nhô cao phía trên công trình. Đây là một hệ ba lớp mái bao gồm mái trên có độ dốc lớn và được ngăn cách với các mái dưới bởi hệ thống cửa lấy sáng và một hệ con sơn liên tục, phía dưới là hai lớp mái có độ dốc nhỏ hơn. Mặc dù hình khối theo kiểu bát giác mang nhiều nét của kiến trúc Trung Hoa cổ, nhưng nhìn toàn bộ khối mái này lại gợi cho chúng ta hình ảnh của tháp chuông chùa Keo, Thái Bình do cách xử lý khéo léo của các kiến trúc sư - tác giả theo kiểu hệ mái ba lớp với các con sơn liên tục chồng lên nhau. Bảo tàng là một công trình văn hoá lớn lúc bấy giờ nên khối sảnh bát giác mang nhiều tính hình thức của chủ nghĩa Biểu hiện là điều dễ hiểu và tạo được ấn tượng tốt.
Toàn bộ hệ mái cho các khu trưng bày được cấu tạo theo kiểu mái chồng diêm hai lớp thường thấy ở các công trình tôn giáo, tín ngưỡng Việt Nam truyền thống. Khe hở giữa hai lớp mái đóng vai trò thoát gió trong hệ thống thông gió tự nhiên của công trình. Lớp mái phía dưới đua rộng ra khỏi hệ thống tường ngoài, có tác dụng che nắng và chống mưa hắt cho hệ thống cửa mở rộng phía dưới, đồng thời tạo bóng đổ trên mặt đứng làm tăng vẻ duyên dáng cho toà nhà. Phần mái đua được đỡ bởi hàng cột kép kết hợp với hệ con sơn cách điệu cùng các hoạ tiết trên lan can tạo ra một dáng vẻ Á Đông rõ rệt.

## Tuyến tham quan

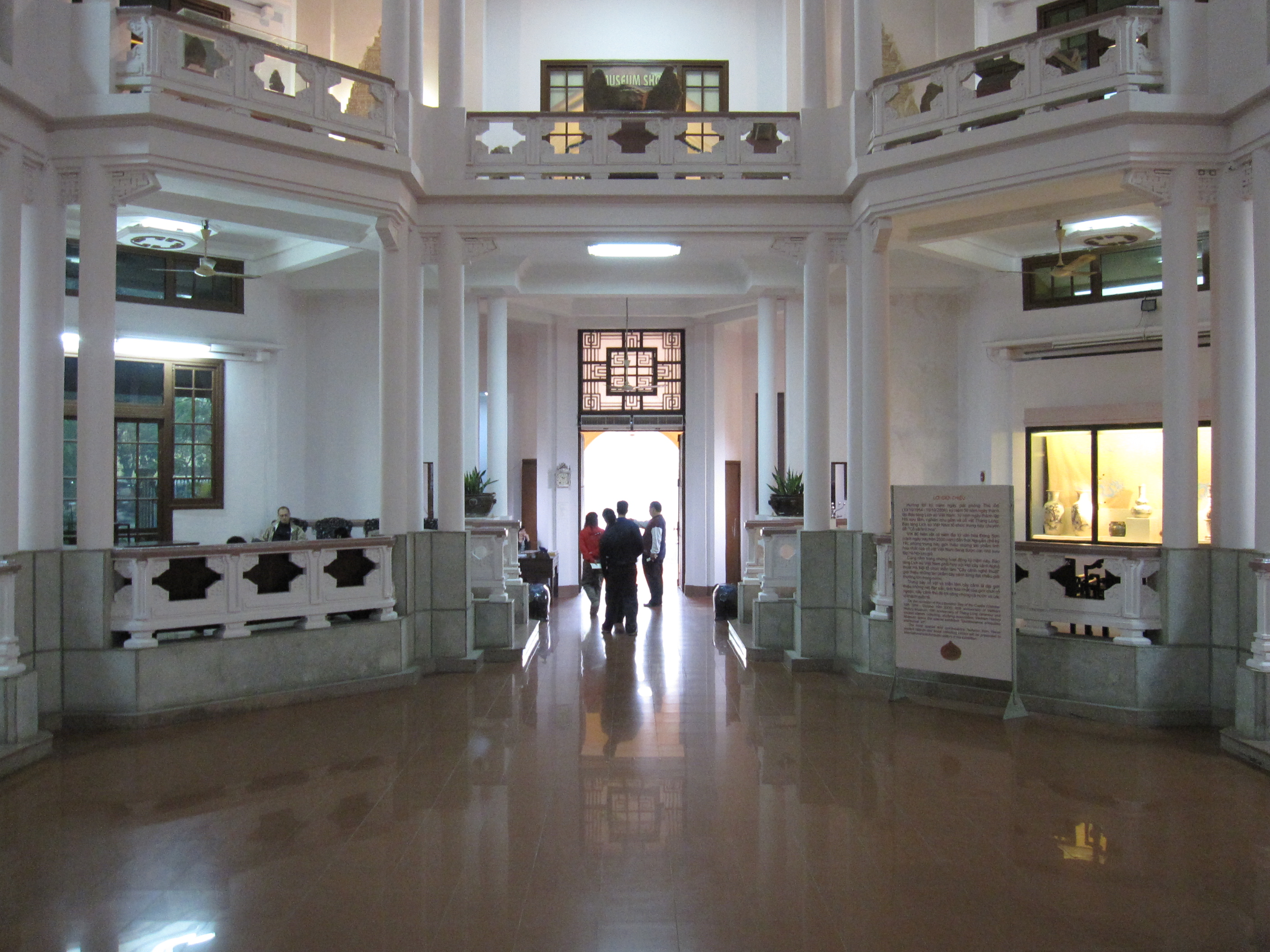
Tiền sảnh

Hệ thống trưng bày chính của Bảo tàng rộng khoảng 2000 m², được chia thành nhiều không gian cho các tuyến tham quan theo chủ điểm và thứ tự thời gian lịch sử.
Hệ thống trưng bày của Bảo tàng Lịch sử gồm bốn phần trọng tâm:
- Phần thứ nhất: Việt Nam thời tiền sử
- Phần thứ hai: Từ thời dựng nước đầu tiên đến triều Trần
- Phần thứ ba: Việt Nam từ triều Hồ đến Cách mạng tháng Tám năm 1945
- Phần thứ tư: Phòng trưng bày sưu tập điêu khắc đá Chăm Pa

## Một số hiện vật

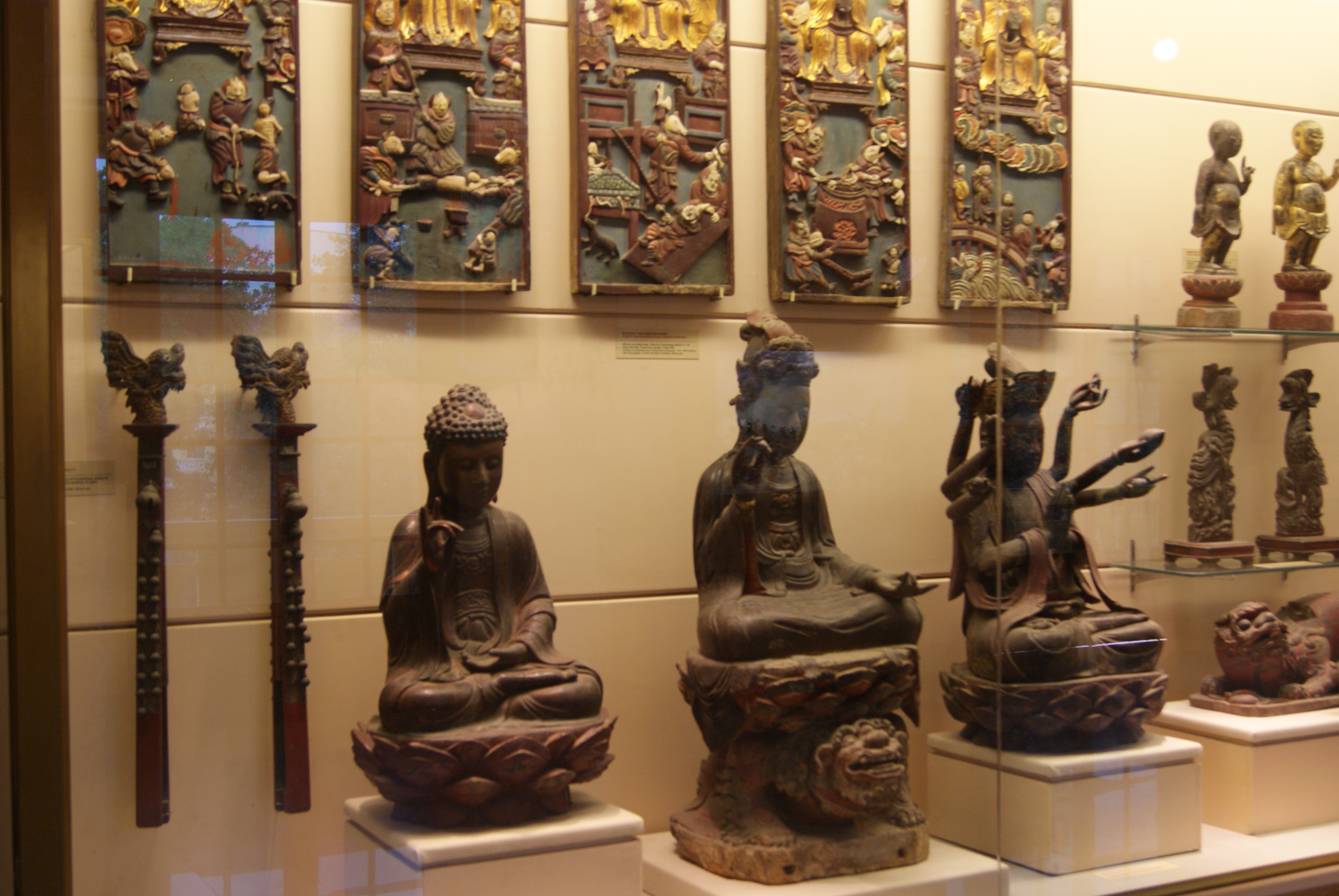
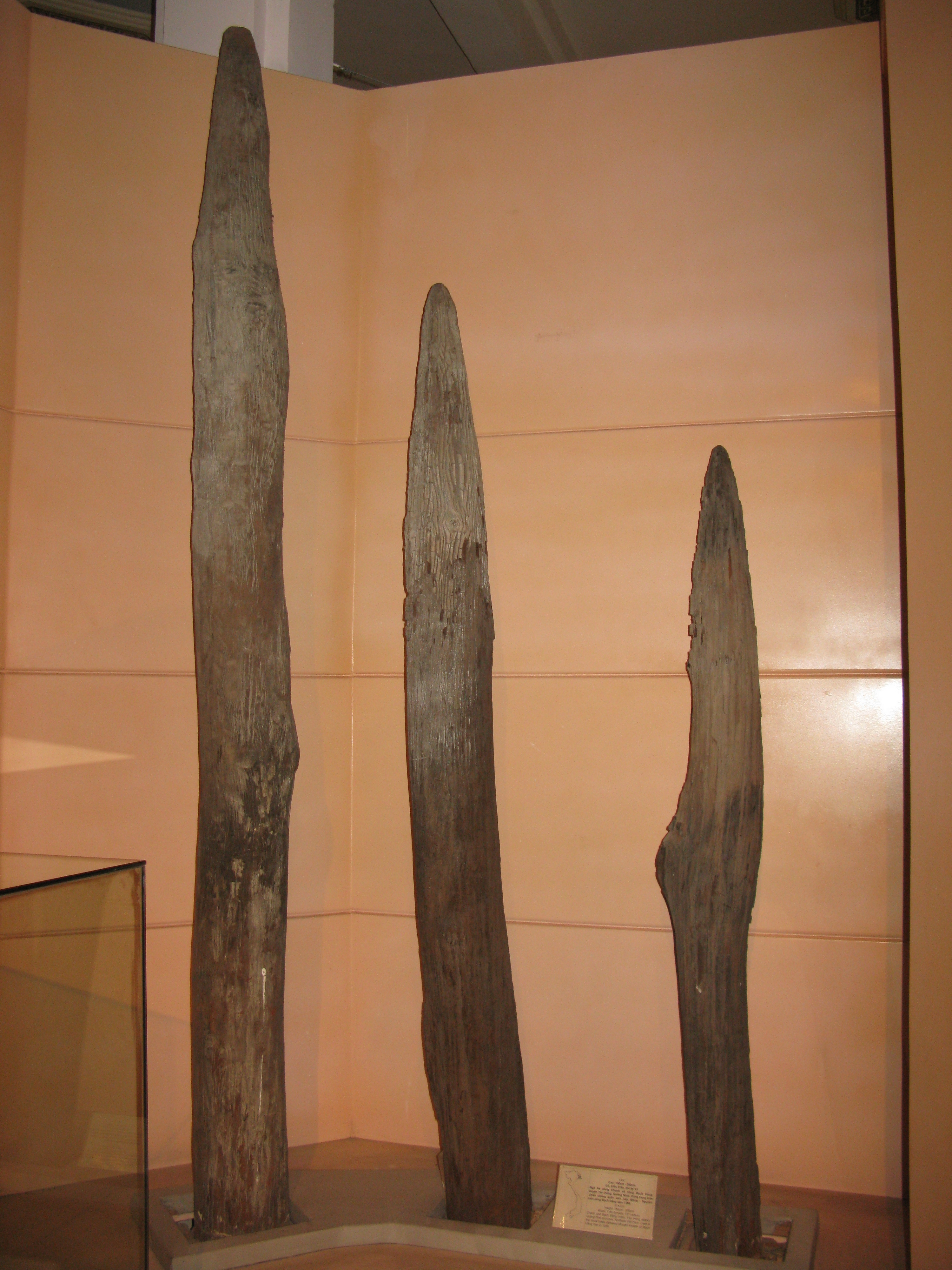
Cọc nhọn bạch đằng
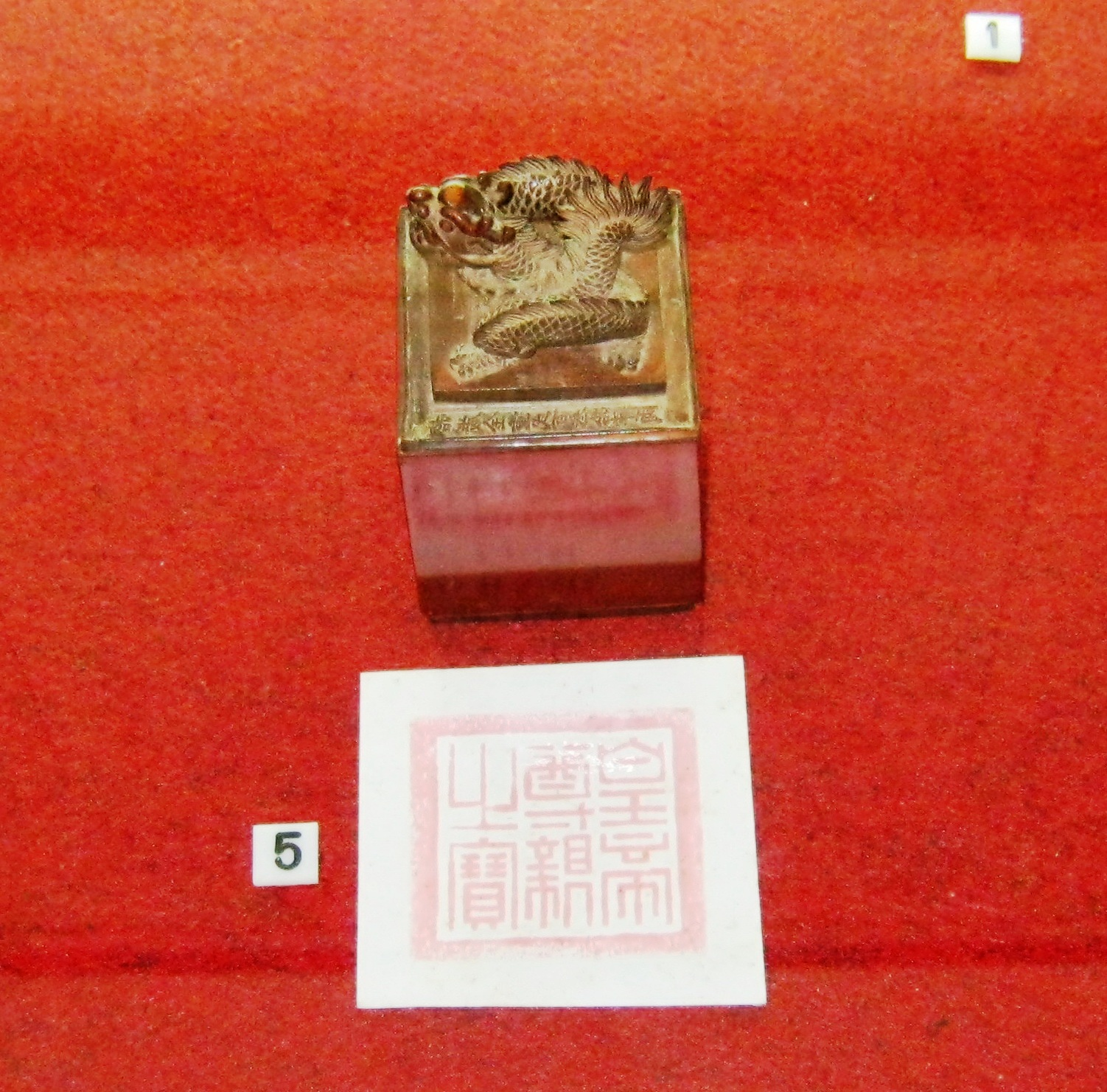
Con dấu
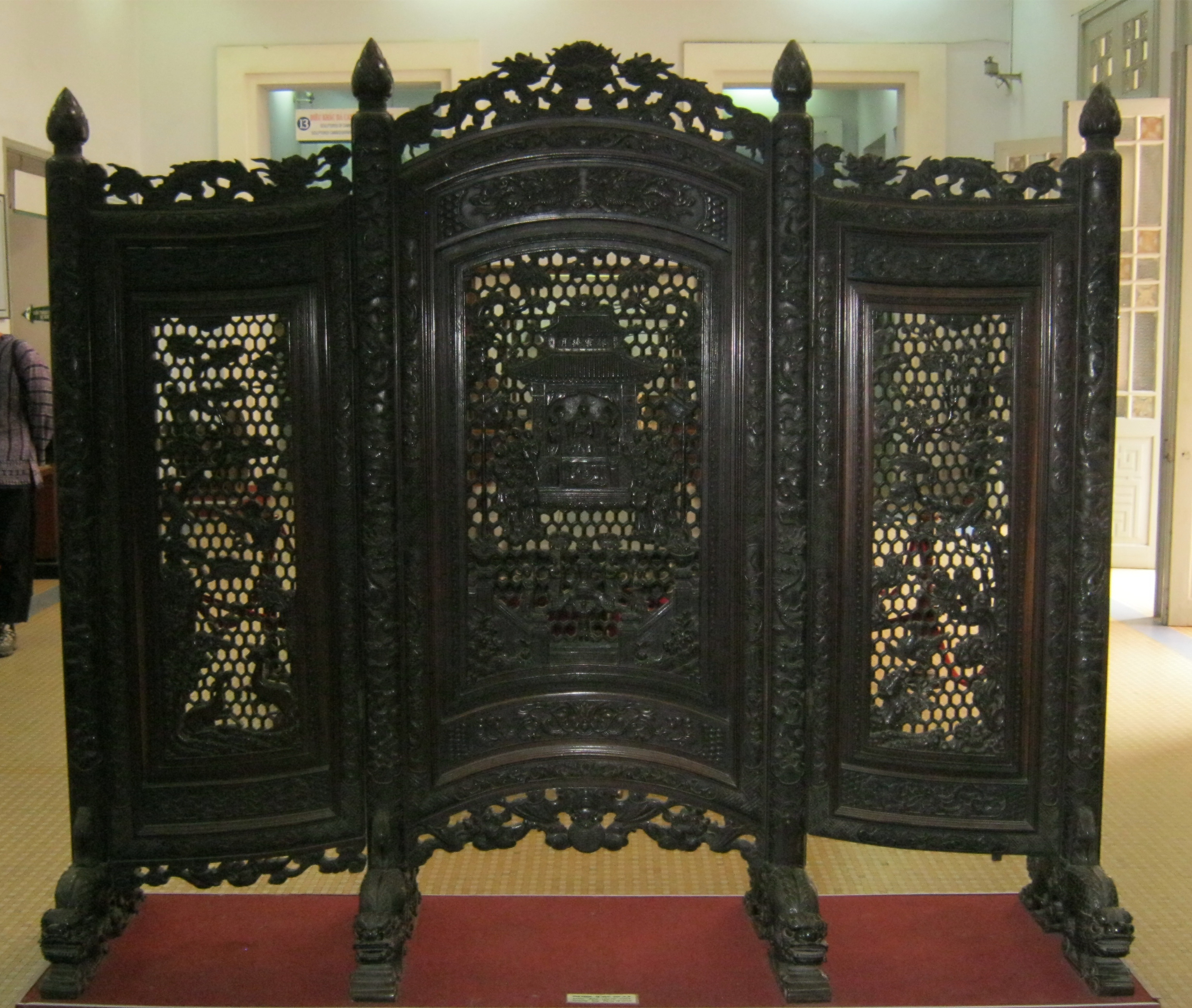
Binh phong gỗ
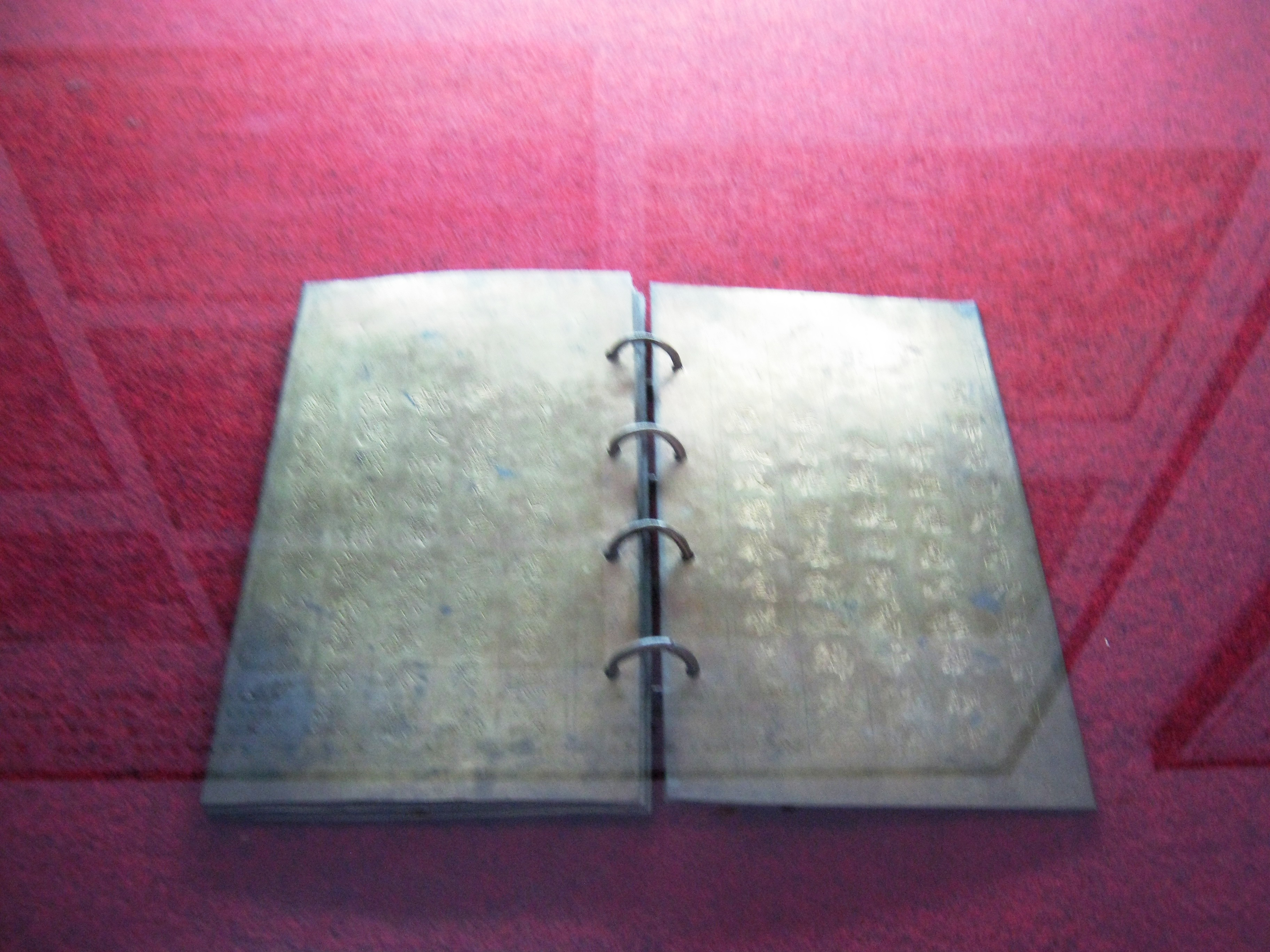
Sách đồng
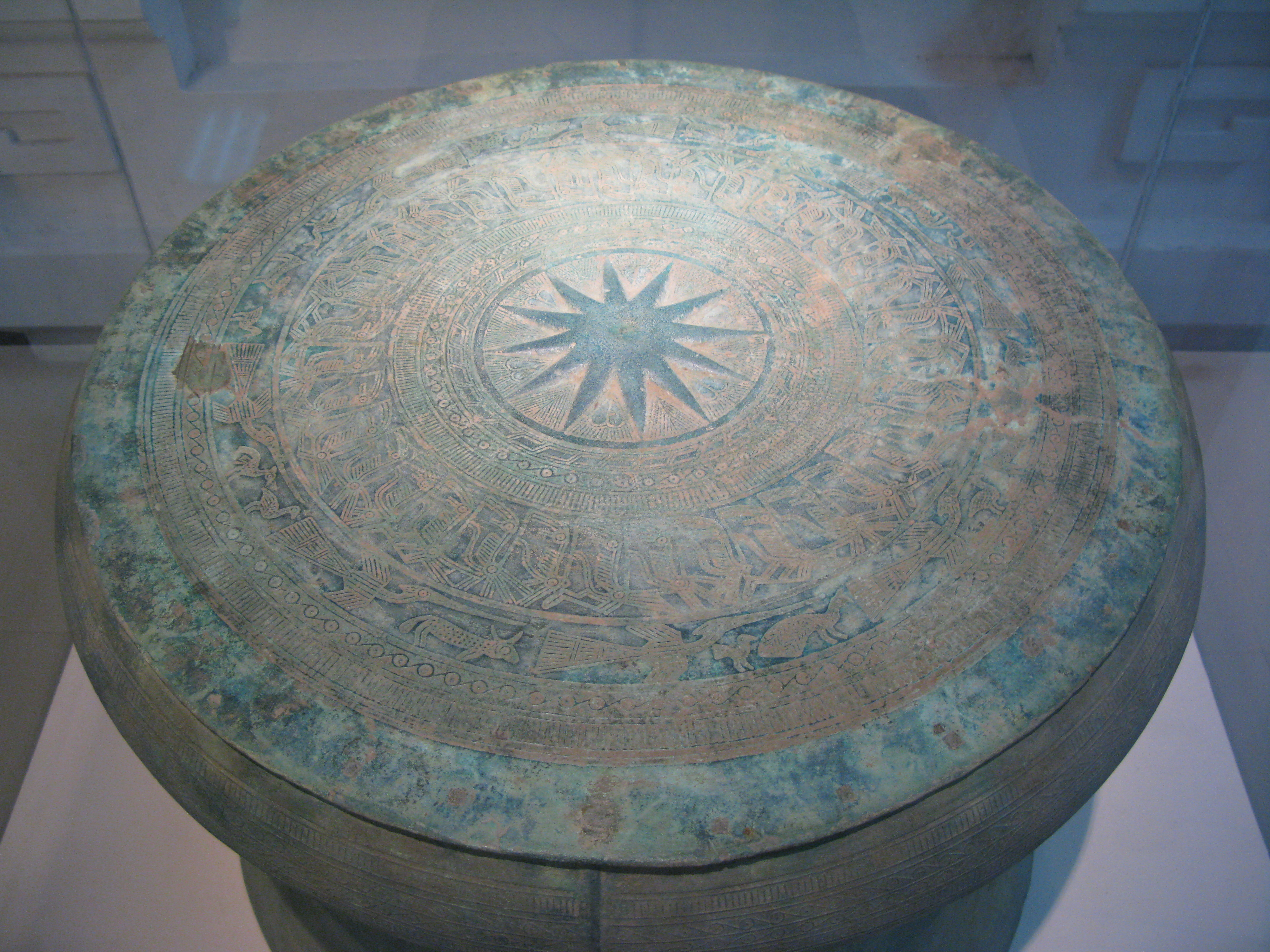
Trống đồng Đông Sơn